# Westfriedhof (Magdeburg)

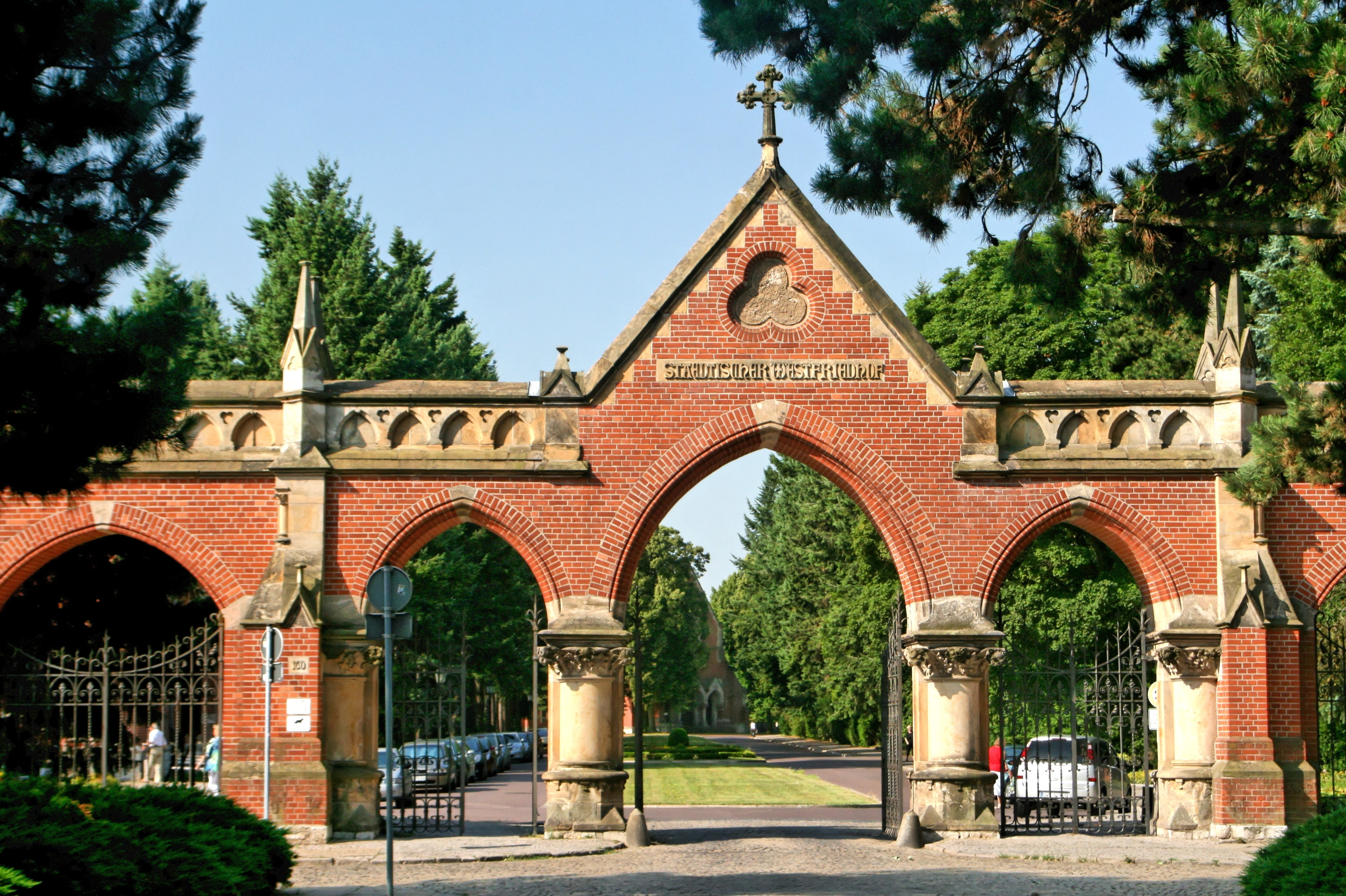
Eingangsportal des Westfriedhofs

Der Westfriedhof ist ein kommunaler Friedhof im Magdeburger Stadtteil Stadtfeld West. Er ist mit rund 62,5 ha der größte Friedhof der Landeshauptstadt.

## Lage

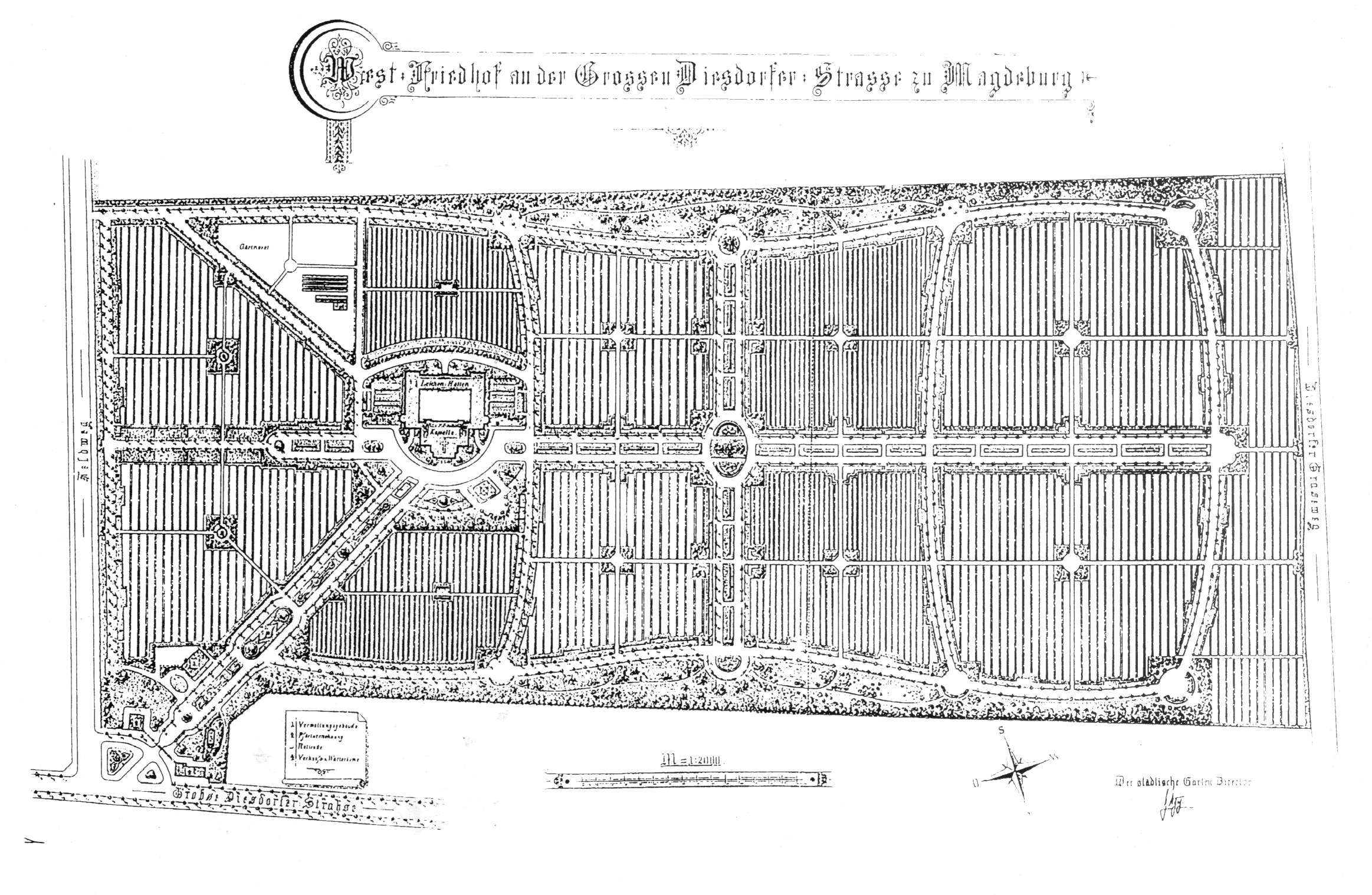
Plan des Westfriedhofs (um 1900)

Das Gelände befindet sich in Stadtfeld West, grenzt an den Ortsteil Diesdorf und erstreckt sich von der Großen Diesdorfer Straße im Norden zur Bahnstrecke Magdeburg–Braunschweig im Süden sowie von der Seehäuser Straße im Osten zum Diesdorfer Graseweg im Westen.
Am Haupteingang an der Ecke Große Diesdorfer / Seehäuser Straße wurde 1897 eine neogotische Portalanlage gebaut, deren rote Ziegelverblendung durch Gliederungen in Sandstein verziert ist. Das siebenbogige Portal mit schmiedeeisernen Eingangstoren wird auf beiden Seiten von kleinen Ziegelbauten flankiert. Das linke wurde ursprünglich als Pförtnerwohnhaus, das rechte als Wartehalle mit Verkaufsräumen angelegt. Hinter der Portalanlage befinden sich rechts sich seit 1897 ein kleines Toilettenhaus, links ein Pavillon als Verwaltungsgebäude der Friedhofsinspektion, der 1914 erweitert wurde. In der Blickachse des Haupteingangs liegt die neogotische Friedhofskapelle mit Seitengebäuden. Hinter dieser steht das 1923 nach Entwurf von Stadtbaurat Johannes Göderitz errichtete Krematorium.

## Geschichte

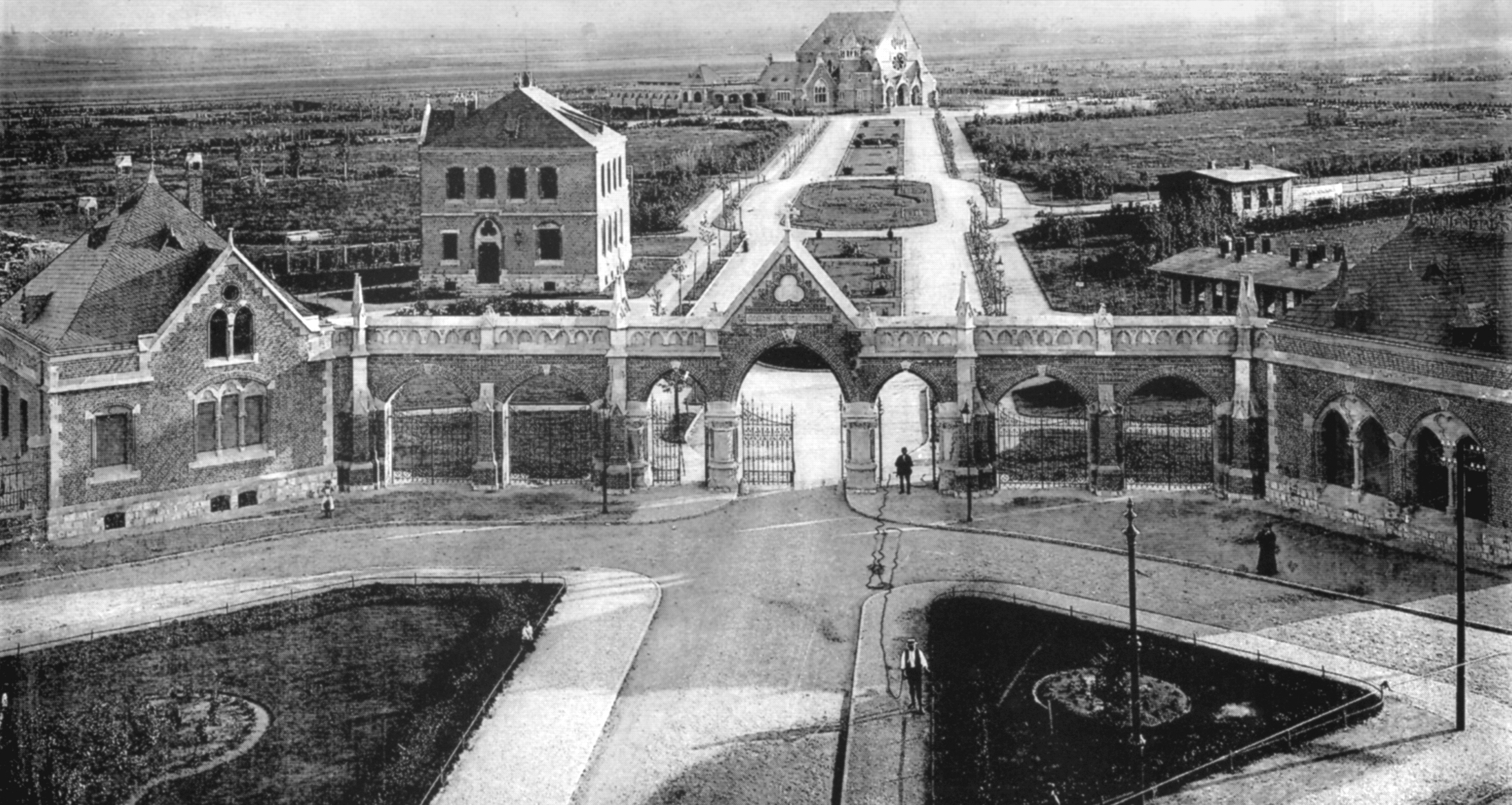
Haupteingang (um 1900)

Nachdem 1827 die (innerstädtischen) Magdeburger Kirchhöfe für Bestattungen gesperrt wurden, eröffnete man im gleichen Jahr den Nordfriedhof als ersten städtischen Friedhof. Infolge des Bevölkerungsanstiegs in der zweiten Hälfte des 19. Jahrhunderts wurde 1872 der Südfriedhof eröffnet, der jedoch auch bald nicht mehr ausreichte. Daher wurden 1893 von der Stadtverordnetenversammlung Mittel zum Bau eines neuen Friedhofs im Westen der Stadt bewilligt.
Der Magdeburger Westfriedhof wurde vom damaligen Gartenbaudirektor Johann Gottlieb Schoch (1853–1905) auf einer Fläche von rund 30 ha geplant. Die Projektierung der Gebäude erfolgte durch den damaligen Stadtbaurat Otto Peters (1850–1927). Nach dem Tod von Gottlieb Schoch wurde die weitere Gestaltung des Westfriedhofs von Gartendirektor Wilhelm Linke (1866–1942) fortgeführt. Der Friedhof wurde am 17. Oktober 1898 offiziell eröffnet. Am gleichen Tag fand gegen 15:00 Uhr die erste Beerdigung statt. Seit Mitte der 1920er Jahre fanden auf dem Westfriedhof auch Urnenbestattungen statt. 1929/1930 entstand am Eingang der Pavillon auf dem Westfriedhof im Stil des Neuen Bauens.
Heute beträgt die Fläche des Westfriedhofs rund 62,5 ha, damit ist er der größte Friedhof der Landeshauptstadt. Er beheimatet historische Grabanlagen, Brunnen und Denkmale, die als Teil Magdeburger Kunstgeschichte gelten. Geschaffen wurden sie unter anderem von Bildhauern und Künstlern wie Eberhard Roßdeutscher, Heinrich Waderé, Rudolf Bosselt, Albin Müller, Wieland Schmiedel und Fritz Cremer.
Das Krematorium wurde 1965 erstmals erweitert. 1994 wurde der Friedhof komplett unter Denkmalschutz gestellt, 1996 das Krematorium erneut ausgebaut und im Jahr 2000 die Kapelle saniert.

## Gemeinschaftsgrabanlagen und Gedenkstätten
Auf dem Gelände des Westfriedhofes befinden sich neben Grabanlagen aus dem Ersten und Zweiten Weltkrieg auch mehrere Gedenkstätten:
- 1981 schuf der Bildhauer Fritz Cremer eine Gedenkstätte für die Opfer des Faschismus. Seine Plastik „O Deutschland, bleiche Mutter“, entstanden 1961 bis 1965 für die Gedenkstätte Mauthausen bei Wien, wurde 1983 als Bronzezweitguss auf dem Westfriedhof installiert.
- Gedenkstätte für die Opfer des Bombenangriffs auf Magdeburg am 16. Januar 1945 und der anderen Luftangriffe auf Magdeburg: Gräberfelder und Denkmal von Wieland Schmiedel 1995.
- Massengrab und Denkmal für 60 auf dem KGB-Gelände Klausener Straße in Magdeburg gefundene Skelette junger Männer (vermutlich Angehörige der Sowjetarmee aus 1950er Jahren)
- Gemeinschaftsgrabanlage für die Opfer des Zugunglücks vom 6. Juli 1967 in Langenweddingen, die am 11. Juli 1967 hier bestattet wurden.
- Seit 1996 gibt es einen Gedenkstein der Republik Italien für (bei den Luftangriffen) gefallene italienische Militärinternierte.
- Gemeinschaftsgrabanlage für Fehlgeborene.
- Gräberfeld des anatomischen Instituts der Universität Magdeburg.

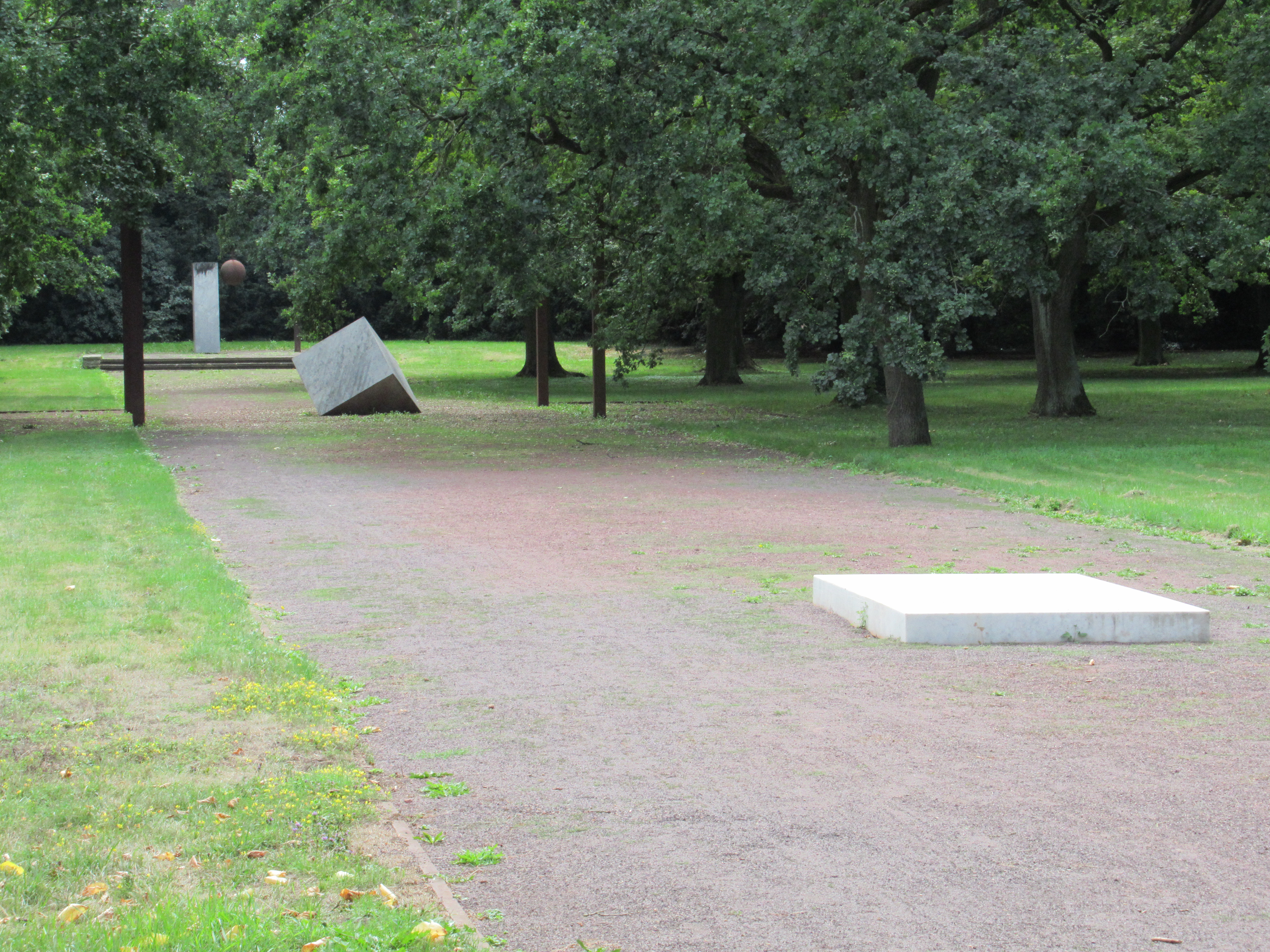
Dreiteiliges Denkmal für die Bombenopfer über den Massengräbern
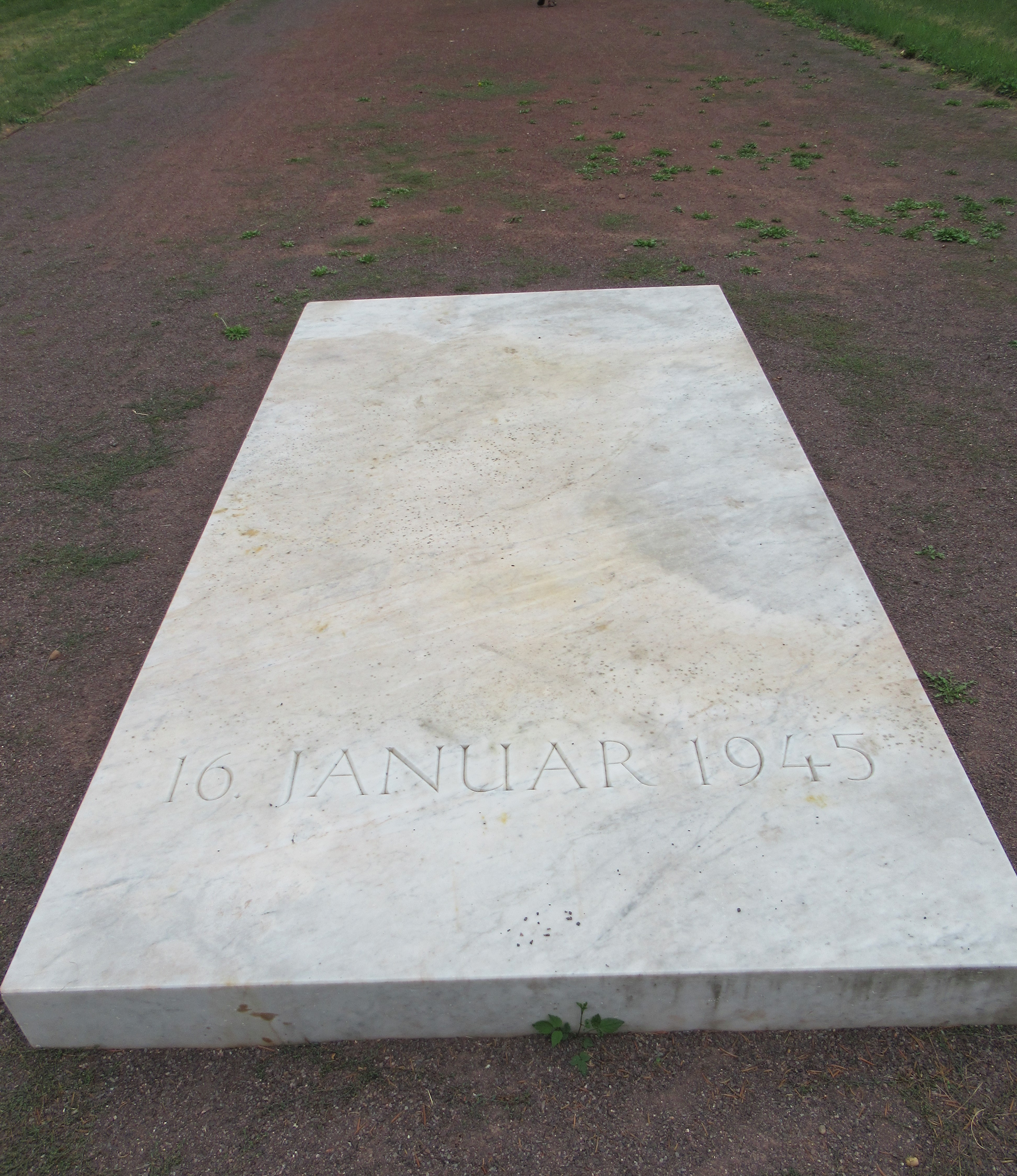
Erster Teil des Denkmals für die Bombenopfer („16. Januar 1945“)
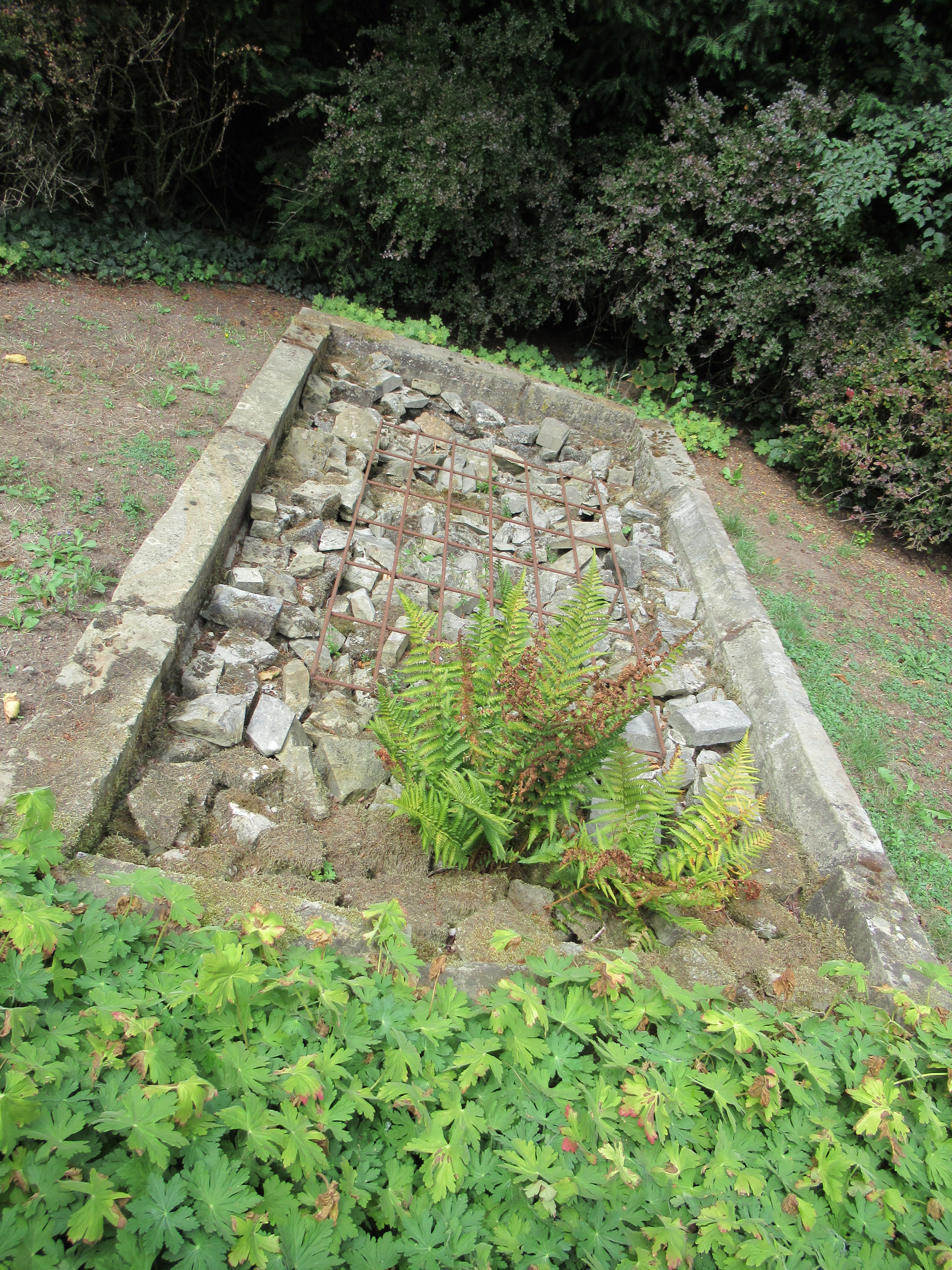
Grab für 60 Tote aus Klausener Straße (KGB-Gelände)
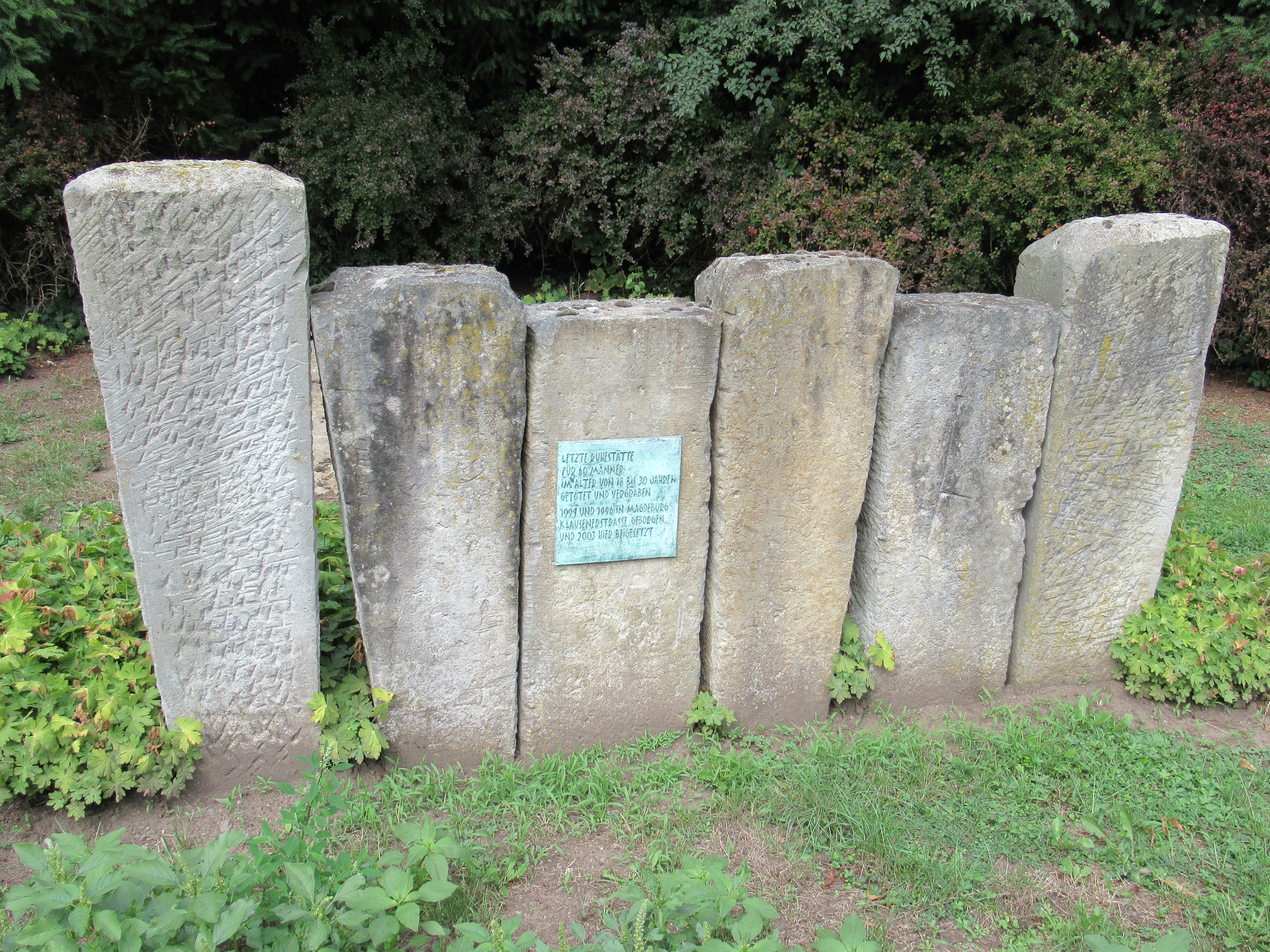
Denkmal vor dem Grab der 60 Toten aus der Klausener Straße
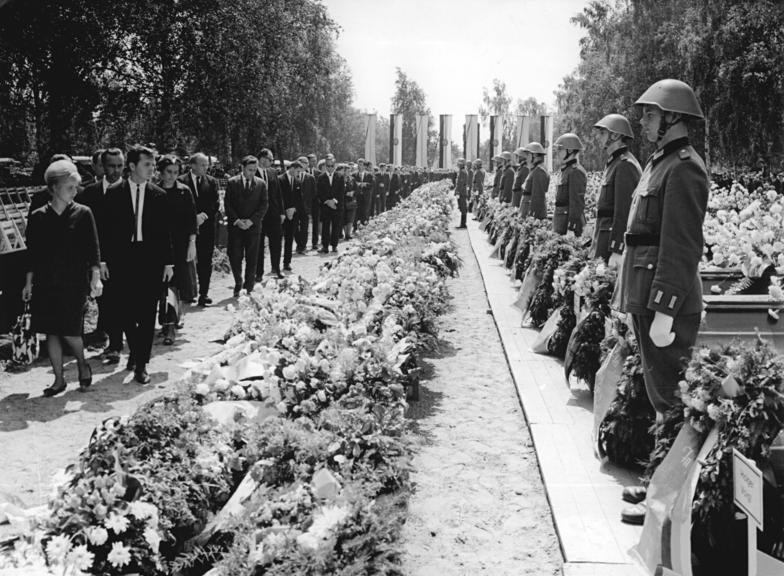
Trauerfeier am 11. Juli 1967 für die Opfer des Eisenbahnunfall von Langenweddingen
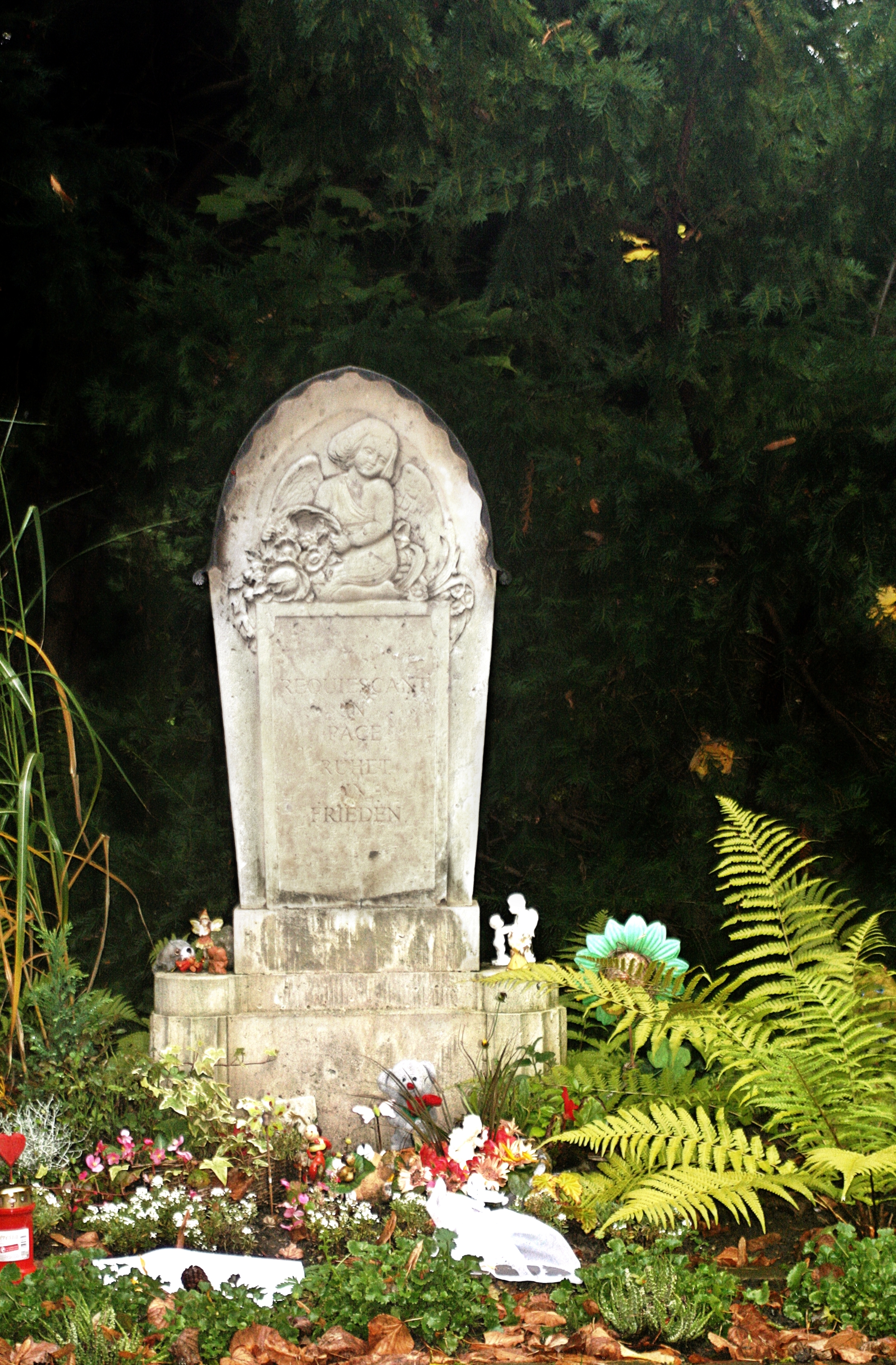
Gemeinschaftsgrabanlage für Fehlgeborene

## Gräber bekannter Persönlichkeiten
Auf dem Westfriedhof fanden zahlreiche Magdeburger Persönlichkeiten ihre letzte Ruhestätte. Dazu gehören zum Beispiel die früheren Oberbürgermeister Hermann Otto Reimarus (1857–1920) und Hermann Beims (1863–1931), die Industriellen Eugen Polte (1849–1911) und Rudolf Ernst Wolf (1831–1910) sowie die Verlegerfamilie Faber.
Weitere auf dem Westfriedhof bestattete Persönlichkeiten sind:
- Jutta Balk (1902–1987), Malerin, Puppengestalterin und Mitbegründerin des städtischen Puppentheaters in Magdeburg
- Bruno Beye (1895–1976), Maler und Graphiker
- Arno Bieberstein (1883–1918), dreimaliger Deutscher Meister im Schwimmen
- August Blencke (1868–1937), Orthopäde und Hochschullehrer
- Heinrich Ehrenbrecht (1895–1960), dritter Präsident des Deutschen Tischtennis-Bundes
- Karen Fredersdorf (1892–1985), Sängerin und Schauspielerin
- Irene Greulich (1944–2017), Organistin und Kantorin, von 1971 bis 2008 Kirchenmusikerin der Stadtkirche St. Wenzel (Naumburg)
- Gyula Grosz (1878–1959), Radiologe
- Wilhelm Höpfner (1899–1968), Grafiker
- Reinhard Höppner (1948–2014), Mathematiker, SPD-Politiker, Ministerpräsident des Landes Sachsen-Anhalt und Autor.
- Ernst Holtermann (1867–1922), Pionier des Evangelischen Buchhandels in Deutschland
- Klaus Hoppe (1938–2006), Ingenieur
- Gustav Kleff (1900–1967), Gynäkologe
- Wilhelm Löhr (1889–1941), Chirurg
- Fritz Maenicke (1892–1970), Bildhauer und Restaurator
- Artur Mest (1875–1934), Kinounternehmer
- Adolf Mittag (1833–1920), Unternehmer und Mäzen
- René Monse (1968–2017), Schwergewichtsboxer
- Max Otten (1877–1962), Arzt (Internist, Arbeitsmediziner)
- Claus Rautenstrauch (1961–2008), Wirtschaftsinformatiker
- Otto Richter (1872–1927), SPD-Politiker, Mitbegründer der Magdeburger Baugenossenschaftsbewegung
- Johann Gottlieb Schoch (1853–1905), Gartenbaudirektor
- Martin Schwantes (1904–1945), Lehrer und KPD-Mitglied
- Karl Richard Toepffer (1840–1919), Industrieller
- Hans-Jochen Tschiche (1929–2015), Theologe, Politiker (Bündnis 90/Die Grünen), Mitbegründer Neues Forum, Alterspräsident des Landtages von Sachsen-Anhalt
- Max Oskar Eduard Uhl (1875–1932), Likörfabrikant
- Heinrich Unverricht (1853–1912), Neurologe

Für den im KZ Auschwitz ermordeten Arzt Otto Josef Schlein (1895–1944) wurde ein Gedenkstein auf dem Friedhof errichtet.